# Copa Libertadores 1962
De Copa Libertadores 1962 was de derde editie van dit continentale voetbalbekertoernooi van de CONMEBOL.
Aan deze editie namen tien clubs deel, een meer dan aan de tweede editie. Deelnemers waren de landskampioenen van Argentinië, Bolivia, Brazilië, Chili, Colombia, Ecuador, Paraguay en Peru. Uit Uruguay namen titelhouder/landskampioen Peñarol en de nummer twee Nacional deel. Alleen uit Venezuela nam geen club deel.
Het toernooi begon op 11 februari en eindigde op 30 augustus. De Braziliaanse club Santos, met sterspeler Pelé in de gelederen, won de titel door in de finale tweevoudig winnaar Peñarol te verslaan.
Als winnaar van deze editie speelde Santos tegen Benfica, de winnaar van de Europacup I, in de derde editie van de wereldbeker voetbal.

## Eerste ronde
Titelhouder Peñarol was direct geplaatst voor de tweede ronde.

### Groep 1
| Team                | Pnt | Pld | W | D | L | GF | GA | GD |
| ------------------- | --- | --- | - | - | - | -- | -- | -- |
| Santos FC           | 7   | 4   | 3 | 1 | 0 | 20 | 6  | 14 |
| Cerro Porteño       | 5   | 4   | 2 | 1 | 1 | 7  | 13 | −6 |
| Deportivo Municipal | 0   | 4   | 0 | 0 | 4 | 7  | 15 | −8 |

| 11 februari 1962    |     |                     |          |
| Deportivo Municipal | 1–2 | Cerro Porteño       | La Paz   |
| 15 februari 1962    |     |                     |          |
| Cerro Porteño       | 3–2 | Deportivo Municipal | Asunción |
| 18 februari 1962    |     |                     |          |
| Deportivo Municipal | 3–4 | Santos              | La Paz   |
| 21 februari 1962    |     |                     |          |
| Santos              | 6–1 | Deportivo Municipal | Santos   |
| 25 februari 1962    |     |                     |          |
| Cerro Porteño       | 1–1 | Santos              | Asunción |
| 28 februari 1962    |     |                     |          |
| Santos              | 9–1 | Cerro Porteño       | Santos   |

### Groep 2
| Team             | Pnt | Pld | W | D | L | GF | GA | GD |
| ---------------- | --- | --- | - | - | - | -- | -- | -- |
| Nacional         | 7   | 4   | 3 | 1 | 0 | 9  | 6  | 3  |
| Racing Club      | 3   | 4   | 1 | 1 | 2 | 7  | 8  | −1 |
| Sporting Cristal | 2   | 4   | 1 | 0 | 3 | 5  | 7  | −2 |

| 10 februari 1962 |     |                  |            |
| Nacional         | 3–2 | Sporting Cristal | Montevideo |
| 14 februari 1962 |     |                  |            |
| Racing Club      | 2–1 | Sporting Cristal | Avellaneda |
| 17 februari 1962 |     |                  |            |
| Sporting Cristal | 0–1 | Nacional         | Lima       |
| 20 februari 1962 |     |                  |            |
| Sporting Cristal | 2–1 | Racing Club      | Lima       |
| 24 februari 1962 |     |                  |            |
| Nacional         | 3–2 | Racing Club      | Montevideo |
| 27 februari 1962 |     |                  |            |
| Racing Club      | 2–2 | Nacional         | Avellaneda |

### Groep 3
| Team                 | Pnt | Pld | W | D | L | GF | GA | GD |
| -------------------- | --- | --- | - | - | - | -- | -- | -- |
| Universidad Católica | 5   | 4   | 2 | 1 | 1 | 10 | 9  | 1  |
| Emelec               | 4   | 4   | 2 | 0 | 2 | 12 | 10 | 2  |
| Millonarios          | 3   | 4   | 1 | 1 | 2 | 7  | 10 | −3 |

| 7 februari 1962      |     |                      |           |
| Emelec               | 4–2 | Millonarios          | Guayaquil |
| 10 februari 1962     |     |                      |           |
| Universidad Católica | 3–0 | Emelec               | Santiago  |
| 14 februari 1962     |     |                      |           |
| Universidad Católica | 4–1 | Millonarios          | Santiago  |
| 18 februari 1962     |     |                      |           |
| Millonarios          | 1–1 | Universidad Católica | Bogota    |
| 22 februari 1962     |     |                      |           |
| Emelec               | 7–2 | Universidad Católica | Guayaquil |
| 28 februari 1962     |     |                      |           |
| Millonarios          | 3–1 | Emelec               | Bogota    |

## Halve finale
De heenwedstrijden werden op 8 juli gespeeld, de terugwedstrijden op 12 en 18 juli. De play-off werd op 22 juli gespeeld.
| Team #1              | Totaal | Team #2   | 1e wedstrijd | 2e wedstrijd | play-off wedstrijd |
| -------------------- | ------ | --------- | ------------ | ------------ | ------------------ |
| Universidad Católica | 1 - 2  | Santos FC | 1 - 1        | 0 - 1        |                    |
| Nacional             | 4 - 5  | Peñarol * | 2 - 1        | 1 - 3        | 1 - 1              |

* Peñarol na gelijkspel in de play-off uiteindelijk door op basis van doelsaldo.

## Finale
De wedstrijden werden op 28 juli en 2 augustus gespeeld. De play-off werd op 30 augustus gespeeld in Buenos Aires en stond onder leiding van de Nederlandse scheidsrechter Leo Horn.
| Team #1 | Totaal | Team #2 | 1e wedstrijd | 2e wedstrijd | play-off |
| ------- | ------ | ------- | ------------ | ------------ | -------- |
| Peñarol | 4 - 7  | Santos  | 1 - 2        | 3 - 2        | 0 - 3    |

## Kampioen
|                      |
| Vlag van Brazilië    |
| Santos FC 1ste titel |

1948 · 1960 · 1961 · 1962 · 1963 · 1964 · 1965 · 1966 · 1967 · 1968 · 1969 · 1970 · 1971 · 1972 · 1973 · 1974 · 1975 · 1976 · 1977 · 1978 · 1979 · 1980 · 1981 · 1982 · 1983 · 1984 · 1985 · 1986 · 1987 · 1988 · 1989 · 1990 · 1991 · 1992 · 1993 · 1994 · 1995 · 1996 · 1997 · 1998 · 1999 · 2000 · 2001 · 2002 · 2003 · 2004 · 2005 · 2006 · 2007 · 2008 · 2009 · 2010 · 2011 · 2012 · 2013 · 2014 · 2015 · 2016 · 2017 · 2018 · 2019 · 2020 · 2021 · 2022 · 2023